# Sheryl Bailey
Sheryl Bailey (Pennsylvania (Pennsylvania), 20 mei 1966) is een Amerikaanse jazzgitariste en docente. Ze doceert gitaar aan het Berklee College of Music in Boston.

## Biografie
Bailey groeide op in Pittsburgh, Pennsylvania en begon gitaar te spelen op dertienjarige leeftijd. Aanvankelijk was ze vooral geïnteresseerd in rockmuziek, maar ze ontdekte de jazz na het horen van gitarist Wes Montgomery op de radio. Ze ging naar het Berklee College of Music in Boston en na haar studie doceerde ze muziek aan de Towson State University in Baltimore (Maryland). In 1998 verhuisde ze naar New York om een carrière als muzikant na te streven. Ze bracht haar eerste album Little Misunderstood uit in 1995 met George Colligan, Vince Loving, en Chris Battistone. In 2001 bracht Bailey Reunion of Souls uit met gitarist Chris Bergson, Ashley Turner, en Sunny Jain. Stewart Mason van Allmusic noemde een van de nummers charmant, maar zei dat het album niet baanbrekend was. Dit werd gevolgd door The Power of 3 in 2002, die acht nummers bevatte die allemaal door Bailey waren geschreven. Rick Anderson van Allmusic zei dat elk nummer een juweeltje was en complexer dan je op het eerste gezicht zou denken. Hij zei dat het album zeer aan te bevelen was. Haar volgende album was Bull's Eye! uit 2004.
In 2006 bracht Bailey Live @ The Fat Cat uit en was een hoofdact op het Pittsburgh Jazz Festival. Haar zesde album A New Promise werd uitgebracht door MCG Jazz op 2 februari 2010 en was een eerbetoon aan jazzgitariste Emily Remler.
In de DownBeat-editie van 10 augustus noemde recensent Phillip Booth Bailey een van de nieuwe grootheden van haar gekozen instrument. Ze heeft gedoceerd aan Berklee, gaf zomerworkshops aan de Stanford University en de Collective School of Music in New York.

## Discografie

### Als leader
| Jaar publicatie | Titel                  | Label                     | Opmerkingen |
| --------------- | ---------------------- | ------------------------- | --- |
| 1995            | Little Misunderstood   | Oasis Productions Limited | Met Vince Loving (elektrische bas), George Colligan (keyboard), Glenn Cashman (tenorsax), Chris Battistone (trompet), Dave Ephross (akoestische bas), Jon Seligman en Lenny Robinson (drums), Rob White (percussie). |
| 2001            | Reunion Souls          | PureMusic Records         | Met Chris Bergson (gitaar), Ashley Turner (bas) en Sunny Jain (drums). |
| 2002            | The Power Of 3         | PureMusic Records         | Met Gary Versace (Hammond b-3 orgel) en Ian Froman (drums). |
| 2004            | Bull’s Eye             | PureMusic Records         | Met Gary Versace (Hammond b-3 orgel) en Ian Froman (drums). |
| 2006            | Live At The Fat Cat    | PureMusic Records         | Met Gary Versace (Hammond b-3 orgel) en Ian Froman (drums). |
| 2010            | A New Promise          | MCG Jazz                  | Met Three Rivers Jazz Orchestra: Mike Tomaro (co-regisseur, sopraan en altsaxofoons); Jim Guerra (altsaxofoon); Eric DeFade (tenorsaxofoon); Rick Matt (tenorsaxofoon); Jim Germann (baritonsaxofoon); Steve Hawk (co-regisseur, lead trompet); Joe Herndon (trompet); Steve McKnight (trompet); James Moore (trompet); Ralph Guzzi (trompet); Reggie Watkins (lead trombone); Clayton DeWalt (trombone); Ross Garin (trombone); Christopher Carson (bastrombone); Paul Thompson (bas); David Glover (drums). Speciale gasten: Jay Ashby (trombone, slagwerk); Marty Ashby (akoestische gitaar); Hendrick Meurkens (vibes). |
| 2013            | A Meeting Of Minds     | Cellar live Records       | Met Ron Oswanski (Hammond b-3 orgel) en Ian Froman (drums). |
| 2015            | Plucky Strum           | Whaling City Sound        | Met Harvie S (bas) |
| 2017            | Plucky Strum Departure | Whaling City Sound        | Met Harvey S (bas) |

Bronnen:
- Bibliothèque nationale de France: cb16661157r (data)
- Gemeinsame Normdatei: 135021715
- International Standard Name Identifier: 0000 0000 3687 7761
- Library of Congress Control Number: n2007038573
- MusicBrainz: 151bb65e-22e2-4e34-84e0-339d0a782215
- Nederlandse Thesaurus van Auteursnamen: 32151209X
- Virtual International Authority File: 73304553
- WorldCat: E39PBJxd3VrTwxg6gFMM94V3cP